# Hamilton Fish Armstrong
Hamilton Fish Armstrong (1893. április 7. – 1973. április 24.) amerikai diplomata és lapszerkesztő.

## Élete
A Princetoni Egyetemen tanult, majd újságíróként kezdett dolgozni a New Republic című lapnál. Az első világháború idején katonai attasé volt Szerbiában. 1922-ben Archibald Cary Coolidge felkérésére elvállalta az újonnan induló Foreign Affairs felelős szerkesztői posztját. Coolidge 1928-ban bekövetkezett haláltól 1972-ig, a lap ötvenéves jublieumáig volt annak szerkesztője. A szövetségi kormány külpolitikai tanácsadójaként is dolgozott.

## Családja
Armstrong háromszor nősült. Első felesége Helen MacGregor Byrne lett 1918-ban, egyetlen gyermekük, Helen MacGregor (később Mrs. Edwin Gamble) 1923-ban született. Armstrong és Byrne 1938-ban váltak el. Még ugyanebben az évben Byrne hozzáment Walter Lippmannhoz, ami véget a két férfi barátságának. Armstrong ezután Carman Barnes-t vette feleségül 1945-ben, akitől 1951-ben vált el. Még ugyanebben az évben vette el Christa von Tippelskirchet.

## Művei
- The New Balkans (1926)
- Where the East Begins (1929)
- Hitler's Reich: The First Phase (1933)
- Europe Between Wars? (1934)
- Can We Be Neutral? (Allen W. Dulles-el, 1936)
- "We or They":  Two Worlds in Conflict (1937)
- When There Is No Peace (1939)
- Can America Stay Neutral? (Allen W. Dulles-el, 1939)
- Chronology of Failure (1940)
- The Calculated Risk (1947)
- Tito and Goliath (1951)
- Those Days (1963)
- Peace and Counterpeace: From Wilson to Hitler (1971)

### Fordítás
- Ez a szócikk részben vagy egészben  a   Hamilton Fish Armstrong című angol Wikipédia-szócikk fordításán alapul.  Az eredeti cikk szerkesztőit annak laptörténete sorolja fel. Ez a jelzés csupán a megfogalmazás eredetét és a szerzői jogokat jelzi, nem szolgál a cikkben szereplő információk forrásmegjelöléseként.